# Patrizia Mandanici
Patrizia Mandanici (Mesina, Italia, 22 de marzo de 1965) es una dibujante de cómic, ilustradora y bloguera italiana. 

## Biografía
Después de terminar los estudios en un liceo artístico de Roma, se inscribió en la Academia de Bellas Artes, concretamente en el curso de escenografía. Tras la Academia, a comienzos de los años 1990, trabajó como ilustradora para el semanal de actualidad Avvenimenti y el mensual Kaos, además de dibujar algunas historietas de L'intrepido (Billiteri), Il Giornalino (Agenzia Scacciamostri) y Corriere dei Piccoli (Jordi eroe galattico).
En 1994 realizó para la editorial Star Comics los dibujos y las portadas de los 8 números (más el número 0) de la historieta fantástica Ossian, con guiones de Martino Barbieri. Este trabajo le hizo merecer el Premio "Rino Albertarelli", otorgado por la "Associazione Nazionale Amici del Fumetto e dell'Illustrazione".
Tras el cierre de Ossian, pasó a colaborar con la editorial Bonelli, dibujando para los cómics de ciencia ficción Gregory Hunter, Nathan Never y sus spin-offs Legs Weaver y Universo Alfa. En 2019 dibujó una historia breve del wéstern Tex.